# Антоніс Айдоніс
Антоніс Айдоніс (нім. Antonis Aidonis, нар. 22 травня 2001, Нойштадт-ан-дер-Вайнштрассе, Німеччина) — німецький футболіст грецького походження, центральний захисник клубу «Аріс» (Салоніки).

## Ігрова кар'єра

### Клубна
Антоніс Айдоніс є вихованцем футбольної академії клубу «Гоффенгайм 1899», де він грав до 2018 року. Восени того року Айдоніс вже як гравець «Штутгарта» дебютував у матчах Бундесліги., але більшість часу футболіст грав у дублі «швабів».
5 липня 2021 року Айдоніс був відправлений в оренду на рік до дрезденського «Динамо», однак і там не був основним гравцем, зігравши лише 11 ігор Другої Бундесліги, а його команда вилетіла до Третьої ліги. Повернувшись до «Штутгарта», гравець продовжив виступати виключно за резервну команду аж до завершення контракту влітку 2023 року.
Влітку 2023 року він переїхав до Греції, ставши гравцем «Аріса» (Салоніки).

### Збірна
Антоніс Айдоніс грав за юнацькі збірні Німеччини різних вікових категорій.
У 2018 році у складі юнацької збірної Німеччини для гравців до 17-ти років Айдоніс брав участь у юнацькому чемпіонаті Європи, що проходив в Англії.